# Liste de films soviétiques sortis en 1954
Cet article présente une liste de films produits en Union soviétique en 1954.

## 1954
Les titres en français sont en grande majorité des traductions et non les titres attribués par les distributeurs dans les pays francophones.
Pour le classement annuel, la liste des titres a été établie en se basant sur les répertoires des pages Wikipédia en russe documentées par Longs métrages soviétiques. Catalogue annoté complétées par les listes des sites «kino-teatr» et «kinopoisk» d'où le nombre important de films que l'on trouve dans les références.
Pour les titres où l'on manque de précisions, seule l'année est indiquée : année de réalisation, année de sortie ou les deux ?. Bien que cela puisse paraître superflu, 1954 est inscrit pour chacun de ces titres pour montrer que la vérification a été faite.
On remarque que, la plupart du temps, il n'y a pas de première pour les courts métrages ainsi que pour les dessins animés et les documentaires de courte durée.
| Titre                                     | Titre original                           | date de sortie           | Réalisateur                                                                            |
| ----------------------------------------- | ---------------------------------------- | ------------------------ | -------------------------------------------------------------------------------------- |
| À la datcha                               | ru:На даче (мультфильм)                  | 1er septembre 1954       | Grigori Zakharobitch Lomidze (ru)                                                      |
| Aleko (film-opéra)                        | ru:Алеко (фильм-опера)                   | 3 aout 1954              | Sergueï Ilitch Sideliov (ru)                                                           |
| Allumette suédoise                        | ru:Шведская спичка (фильм, 1954)         | 10 aout 1954             | Konstantin Youdine                                                                     |
| Anne au cou (film, 1954)                  | ru:Анна на шее (фильм)                   | 13 mai 1954              | Isidore Annenski                                                                       |
| L'Antilope dorée                          | ru:Золотая антилопа                      | 9 aout 1954              | Lev Atamanov                                                                           |
| Au cœur de la forêt (film, 1954)          | ru:В лесной чаще                         | 1er mai 1954             | Aleksandr Vassilievitch Ivanov (ru) et Lev Vladimirovitch Pozdneïev (ru)               |
| À la datcha                               | ru:На даче (мультфильм)                  | 1er septembre 1954       | Grgori Zakharobitch Lomidze (ru)                                                       |
| Le Baï et l'ouvrier agricole              | ru:Бай и батрак                          | 26 mai 1954              | Latif Abilovitch Faïziev (ru) et Aleksandr Guintsbourg                                 |
| La Bande de notre rue                     | ru:Команда с нашей улицы (фильм)         | 16 avril 1954            | Alekseï Semenovitch Maslioukov                                                         |
| Le « Bogatyr » va à Marto                 | ru:«Богатырь» идёт в Марто               | 25 octobre 1954          | Siguizmound Frantsevitch Navrotski (ru) et Evgueni Vassilievitch Briountchouguine (ru) |
| Cela, il ne faut jamais l'oublier         | ru:Об этом забывать нельзя               | 5 juillet 1954           | Leonid Loukov                                                                          |
| Certificat d'immatriculation              | ru:Аттестат зрелости (фильм)             | 21 juin 1954             | Tatiana Nikolaïevna Loukachevitch (ru)                                                 |
| La Chèvre musicienne                      | ru:Козёл-музыкант (мультфильм)           | 21 mars 1954             | Boris Petrovitch Diojkine (ru)                                                         |
| Col orange                                | ru:Оранжевое горлышко                    | 1954                     | Vladimir Polkovnikov et Alexandra Snejko-Blotskaïa                                     |
| Commandant du navire                      | ru:Командир корабля (фильм)              | 5 avril 1954             | Vladimir Braun                                                                         |
| La Dague                                  | ru:Кортик (фильм, 1954)                  | 26 novembre 1954         | Vladimir Venguerov et Mikhaïl Schweitzer                                               |
| Découverte mystérieuse                    | ru:Таинственная находка                  | 25 mars 1954             | Boris Alekseïevitch Bouneïev (ru)                                                      |
| La Destinée de Marina                     | ru:Судьба Марины                         | 12 février 1954          | Issaak Petrovitch Chmarouk (ru) et Viktor Illarionovitch Ivtchenko (ru)                |
| École de courage                          | ru:Школа мужества                        | 28 mai 1954              | Mstislav Vassilievitch Kortchaguine (ru) et Vladimir Bassov                            |
| Les Enfants de partisans                  | ru:Дети партизана                        | 7 juin 1954              | Lev Goloub et Nikolaï Nikolaïevitch Figourovski (ru)                                   |
| L'Épreuve de fidélité                     | ru:Испытание верности                    | 31 décembre 1954         | Ivan Pyriev                                                                            |
| Étoiles drôles                            | ru:Весёлые звёзды                        | 19 juillet 1954          | Vera Stroeva                                                                           |
| Farce dangereuse                          | ru:Опасная шалость                       | 22 mars 1954             | Evgueni Nikolaïevitch Raïkovski (ru)                                                   |
| La Fleur écarlate                         | ru:Аленький цветочек (мультфильм)        | 7 juillet 1954           | Lev Atamanov                                                                           |
| Le Grand Guerrier albanais Skanderbeg     | ru:Великий воин Албании Скандербег       | 20 janvier 1954          | Sergueï Ioutkevitch                                                                    |
| Joueur de réserve (film)                  | ru:Запасной игрок (фильм)                | 30 décembre 1954         | Semion Alekseïevitch Timochenko                                                        |
| Karandach et Kliaksa, drôles de chasseurs | ru :Карандаш и Клякса — весёлые охотники | décembre 1954            | Evgueni Tikhonovitch Migounov (ru)                                                     |
| Libellule (film, 1954)                    | ru:Стрекоза (фильм, 1954)                | 27 décembre 1954         | Semion Vissarionovitch Dolidze (ru) et Levan Iossifovitch Khotivari (ru)               |
| Lumières sur la rivière                   | ru:Огни на реке (фильм)                  | 5 mars 1954              | Viktor Eisymont                                                                        |
| Les Maîtres du ballet russe               | ru:Мастера русского балета               | 9 février 1954           | Herbert Rappaport et Aleksandr Ivanovsky                                               |
| Le Mariage de Kretchinski                 | ru:Свадьба Кречинского (фильм, 1953)     | 14 mars 1954             | Alekseï Vladimirovitch Zolotnitski et Vassili Vassilievitch Vanine                     |
| Le Méchant avec un autocollant            | ru:Злодейка с наклейкой                  | 1954                     | Vsevolod Sergueïevitch Chtcherbakov (ru) et Boris Pavlovitch Stepantsev                |
| Mesdames (film, 1954)                     | ru:Дамы (фильм)                          | juillet 1954             | Lev Koulidjanov et Guenrikh Oganessian                                                 |
| Moïdodyr                                  | ru:Мойдодыр (мультфильм, 1954)           | 1954                     | Ivan Ivanov-Vano                                                                       |
| Le Mystère d'un lac de montagne           | ru:Тайна горного озера                   | 30 décembre 1954         | Iouri Aramaïssovitch Erzinkian (ru), Iakov Kotcharian et Alexandre Rou                 |
| Les Ombres (film, 1953)                   | ru:Тени (фильм, 1953)                    | 26 janvier 1954          | Nikolaï Akimov et Nadejda Kocheverova                                                  |
| On s'est déjà rencontré quelque part      | ru:Мы с вами где-то встречались          | 17 aout 1954             | Nikolaï Vladimirovitch Dostal (ru) et Andreï Toutychkine                               |
| Poème d'amour                             | ru:Поэма о любви                         | 10 mai 1954              | Chaken Kenjetaïevitch Aïmanov (ru) et Karl Alfredovitch Gakkel (ru)                    |
| La Princesse grenouille                   | ru:Царевна-лягушка (мультфильм, 1954)    | 1er décembre 1954        | Mikhaïl Tsekhanovski                                                                   |
| Spectateur (film, 1954)                   | ru:Смотрины (фильм, 1954)                | 14 février 1956          | Laert Vagharchian                                                                      |
| Sur la scène forestière                   | ru:На лесной эстраде                     | 1er avril 1954           | Ivan Semionovitch Aksentchouk (ru)                                                     |
| Talents des gens du peuple                | ru:Народные таланты                      | 1er novembre 1954        | Sergueï Nikolaïevitch Gourov (ru)                                                      |
| Tanioucha, Tiavka, Top et Nioucha         | ru:Танюша, Тявка, Топ и Нюша             | 1er aout 1954            | Viktor Alekseïevitch Gromov (ru)                                                       |
| Le Taureau en paille                      | ru:Соломенный бычок (мультфильм, 1954)   | 1er février 1954 en URSS | Leonid Varsanofievitch Aristov (ru) et Olga Khodataïeva                                |
| Terre (film, 1954)                        | ru:Земля (фильм, 1954)                   | 1er novembre 1954        | Amvrossi Boutchma et Alekseï Filimonovitch Chvatchko (ru)                              |
| Trois Hommes sur un radeau                | ru:Верные друзья (фильм)                 | 20 avril 1954            | Mikhaïl Kalatozov                                                                      |
| Trois sacs de trucs                       | ru:Три мешка хитростей (мультфильм)      | 1er mars 1954            | Piotr Nikolaïevitch Nosssov (ru) et Olga Khodataïeva                                   |
| L'Ukraine chante                          | ru:Поёт Украина (1954)                   | 23 mai 1954              | Vassili Ignatievitch Lapoknych (ru) et Timofeï Vassilievitch Levtchouk (ru)            |
| Un soir de fête (film-concert)            | ru:В праздничный вечер (фильм-концерт)   | 5 novembre 1954          | Iouri Ozerov                                                                           |
| Une affaire dans la taïga                 | ru:Случай в тайге                        | 1er mai 1954             | Iouri Iegorov et Iouri Sergueïevitch Pobedonostsev (ru)                                |
| Une grande famille                        | ru:Большая семья                         | 5 novembre 1954          | Iossif Kheifitz                                                                        |